# Hertogdom Bouillon

Bouillon omstreeks 1560

De heerlijkheid en later het Hertogdom Bouillon was oorspronkelijk een allodium van het Huis Ardennen, een van de machtigste vorstenhuizen van Neder-Lotharingen. Het gebied rond de stad Bouillon was ongeveer 375 km² groot en bevatte een 25-tal dorpen. In 1096 werd het verpand aan het Prinsbisdom Luik en in 1482 kwam het aan de vorsten van Sedan. In 1676 werd het door Frankrijk veroverd.

## Geschiedenis
De naam Bouillon (verwijzend naar het Kasteel van Bouillon) komt voor het eerst voor in een brief van Adalbero van Reims aan zijn broer Godfried van Verdun in 988. De heersers van Verdun (uit het huis Wigerik) verkregen in 1012 van keizer Hendrik II een leenheerschap over Neder-Lotharingen en het recht om zich hertog te noemen.
In 1076 erfde Godfried van Bouillon de heerlijkheid van zijn oom Godfried III van Lotharingen. In 1096 verpandde hij het aan het Prinsbisdom Luik om geld te verkrijgen voor zijn kruisvaart. Omdat hij geen nakomelingen had verviel het eigendom uiteindelijk aan het prinsbisdom.
Wanneer de heerlijkheid tot een hertogdom verheven werd is niet duidelijk. De titel is voor het eerst overgeleverd in 1456, maar was mogelijk al veel eerder in gebruik.
Het bleef afhankelijk van het prinsbisdom Luik tot de vorst van het naburige Sedan, Robrecht I van der Marck, het in 1482 veroverde. Keizer Karel V schonk het in 1521 opnieuw aan Luik, maar Robrecht IV van der Marck heroverde het grootste deel van het hertogdom en droeg sindsdien de titel hertog van Bouillon, die later overging op het Franse huis La Tour d'Auvergne, burggraven van Turenne (een broer van een van de hertogen was de beroemde veldheer Turenne).
In de Tachtigjarige Oorlog in de Nederlanden speelde het hertogdom in 1593 een kleine rol. Filips van Nassau deed met een veldtocht een inval in Luxemburg. De hertog van Bouillon wilde zijn gebied uitbreiden en deed ook een inval in Luxemburg. Hij veroverde enkele steden, maar met de komst van het Spaanse leger onder leiding van Peter Ernst I van Mansfeld, trok hij zich snel terug.
In 1676 veroverden de Fransen het hertogdom. Twee jaar later werd de Franse hegemonie bevestigd bij de Vrede van Nijmegen en gaf Lodewijk XIV het in leen aan een neef van Turenne. Het hertogdom Bouillon werd nu een Frans protectoraat, zij het dat er een grotere culturele vrijheid heerste dan in Frankrijk. Het was 230 km² groot en had tegen het einde amper 2500 inwoners. Er bestaan geen bronnen die stellen dat het hertogdom Bouillon alsdan nog formeel deel uitmaakte van het Rooms-Duitse Rijk; deze onduidelijkheid kwam de Franse hertogen goed van pas.
In 1792 schonk hertog Godfried III onder de invloed van de Franse Revolutie Bouillon een verkozen parlement. Toen zijn zoon en opvolger Jacques-Léopold de la Tour d'Auvergne, die in Frankrijk woonde, in 1794 door de Franse revolutionairen was gearresteerd, trok het parlement de macht naar zich toe en werd Bouillon feitelijk een republiek, die kort daarop door de Fransen werd bezet.
Na amper anderhalf jaar, op 26 oktober 1795, werd deze republiek zonder meer bij Frankrijk gevoegd, waar het deel uitmaakte van het departement Ardennes.

## Epiloog van het hertogdom en de republiek Bouillon
Na de val van Napoleon in 1814 werd het Hertogdom Bouillon formeel hersteld met de bedoeling het toe te wijzen aan de adoptiezoon en aangewezen opvolger van Jacques-Léopold - een Brits admiraal. Maar ook een andere verwant van de laatste hertog maakte aanspraken op het hertogdom. De Nederlanders wensten het nieuw opgerichte hertogdom Bouillon te annexeren op het congres van Wenen, met de belofte dat een commissie de erfeniskwestie later wel moest uitzoeken. De Franse delegatie benadrukte dat het Luikse gebied Bouillon nooit tot de Zuidelijke Nederlanden had behoord en dat Willems Verenigde Nederlanden er niets te zoeken hadden. Frankrijk sneed alvast het kanton Gedinne af van de kaart van Bouillon en voegde het bij het Franse grondgebied. Uiteindelijk besloot het Congres van Wenen in 1815, als compromis, dat het ganse gebied van Bouillon bij het Duitse Groothertogdom Luxemburg aansloot, dat toen in personele unie verbonden was met het Verenigd Koninkrijk der Nederlanden en gelegen was in de Duitse Bond. Willem I kreeg, alvast qua grondgebied op de kaart, zijn zin. De Fransen kwamen terug op het afgestane Gedinne. Op 9 mei 1819 preciseerde Willem I der Nederlanden dat het kanton Gedinne bij de provincie Namen hoorde en niet bij het Groothertogdom Luxemburg. Op 20 juli 1819 verklaarde de Duitse Bond in Frankfurt dat Gedinne inderdaad toebehoorde aan Willem I, zonder te vermelden of het tot de Duitse Bond behoorde. In 1830 ging Bouillon, net zoals het Groothertogdom Luxemburg, deel uitmaken van het onafhankelijke België. Frankrijk deed diplomatieke pogingen om het grondgebied van Bouillon te annexeren met nogmaals het argument dat Bouillon - in tegenstelling tot Luxemburg - nooit een deel was geweest van de Zuidelijke Nederlanden. Het verdrag der XVIII Artikelen van Londen van 15 november 1831 kende aan de Belgische Staat het grondgebied van het hertogdom/republiek Bouillon toe. Bouillon bleef en behoort nu nog tot de Belgische provincie Luxemburg met uitzondering van de gemeente Gedinne, die nu nog behoort tot de provincie Namen.

## Hertogen van Bouillon
| Periode                 | Naam                                      | Bijzonderheden                                                                                      |
| Huis Verdun             | Huis Verdun                               | Huis Verdun                                                                                         |
| ----------------------- | ----------------------------------------- | --------------------------------------------------------------------------------------------------- |
| 988-1002                | Godfried van Verdun                       | Bouillon 988 voor het eerst genoemd                                                                 |
| 1002-1044               | Gozelo I van Verdun                       | |
| 1044-1069               | Godfried II van Lotharingen               | |
| 1069-1076               | Godfried III van Lotharingen              | kinderloos; adopteerde Godfried van Bouillon, de zoon van zijn zuster als erfgenaam                 |
| Huis Boulogne           |                                           | |
| 1076-1095               | Godfried van Bouillon                     | zoon van Ida van Verdun (dochter van Godfried II) verpacht 1095 de heerlijkheid aan het bisdom Luik |
| Bisdom Luik             |                                           | |
| 1095-1496               | zie: Lijst van prins-bisschoppen van Luik | zie: Lijst van prins-bisschoppen van Luik                                                           |
| Huis van der Mark       |                                           | |
| 1482/84-1489            | Robrecht I van der Marck                  | 1484 als leen van Luik erkend                                                                       |
| 1489-1496               | Robrecht II van der Marck                 | neemt 1492 de titel Hertog aan                                                                      |
| 1496-1522               | Robrecht III van der Marck                | |
| 1522-1552               | Bisdom Luik neemt de macht weer over      | Bisdom Luik neemt de macht weer over                                                                |
| 1552-1556               | Robrecht IV van der Marck                 | |
| 1556-1574               | Hendrik Robrecht van der Marck            | |
| 1574-1588               | Willem Robrecht van der Marck             | |
| 1588-1594               | Charlotte van der Marck                   | huwde met Hendrik de La Tour d'Auvergne                                                             |
| Huis La Tour d'Auvergne |                                           | |
| 1594-1623               | Hendrik de La Tour d'Auvergne             | gehuwd met Charlotte van der Marck                                                                  |
| 1623-1652               | Frederik Maurits de La Tour d'Auvergne    | |
| 1652-1696               | Godfried Maurits de la Tour d'Auvergne    | |
| 1696-1730               | Emmanuel-Théodose de La Tour d'Auvergne   | |
| 1730-1771               | Karel Godfried de la Tour d'Auvergne      | |
| 1771-1791               | Godfried Karel de la Tour d'Auvergne      | |
| 1791-1794               | Jacques-Léopold de la Tour d'Auvergne     | 1794 afgezet                                                                                        |